# Andrei Cojocari
Andrei Cojocari (Chișinău, 21 gennaio 1987) è un calciatore moldavo, centrocampista dello Stăuceni.

## Palmarès

### Club

#### Competizioni nazionali
- Coppa di Moldavia: 1

Zimbru Chișinău: 2006-2007
Milsami Orhei: 2017-2018
- Campionato lettone: 1

Metalurgs Liepāja: 2009
- Campionato moldavo: 2

Dacia Chișinău: 2010-2011
Milsami Orhei: 2014-2015
- Supercoppa di Moldavia: 1

Dacia Chișinău: 2011